# Mounir Chafiq
 (juillet 2022).
Mounir Chafiq (en arabe : منير شفيق - orthographié aussi Mounir Chafik ou Mounir Shafiq) est un homme politique et un intellectuel palestinien né en 1936 à Jérusalem. Il est coordinateur du Congrès nationaliste islamique.

## Biographie
Né dans une famille chrétienne palestinienne, Mounir Chafiq est un ancien militant du Fatah palestinien et membre du Conseil de planification de l’OLP. Dans les années 1970, il est connu pour être un dirigeant de la gauche nationaliste palestinienne et arabe. Réfugié au Liban, il participe, avec des militants libanais et palestiniens, à la création de la Brigade étudiante du Fatah, d’inspiration maoïste, en 1973. L’organisation s’implanta fortement au sud- Liban, pendant les années de la guerre civile libanaise.
À la suite du débat et de l’évolution interne de la Brigade étudiante du Fatah, il se convertit à l’Islam à la fin des années 1970. Cette conversion n’est pas isolée, mais participe d’un mouvement collectif au sein de la Brigade.
Par la suite, il tenta avec l’accord du numéro deux du Fatah, Abou Jihad, de coordonner les activités d’un groupe islamique au sein du Fatah. Il a surtout une influence intellectuelle sur le Jihad islamique palestinien.
Il a été élu en 2017 et 2022 secrétaire général du congrès populaire des palestiniens de l'étranger.
Actuellement, Mounir Chafiq est également coordinateur du Congrès nationaliste islamique, qui réunit et coordonne la majorité des organisations nationalistes arabes et islamiques du monde arabe.

## Positions politiques

### Cause palestinienne
Mounir Chafiq s'est non seulement démarqué très tôt dans tous ses écrits des accords d'Oslo mais également des solutions de type troisième voie prônées par Edouard Said et Azmi Bichara qui prônent une solution d'un état  garantissant l'égalité des droits civiques pour tous ses citoyens.

## Publications en langue française
Mounir Chafiq a publié de nombreux ouvrages en langue arabe. Ont été traduits en français :
- L’Islam en lutte pour la civilisation, Al-Bouraq, 1992
- L’Islam et les défis du monde contemporain, Al-Bouraq, 1995